# Ronnie Stanley
Ronnie Stanley (Las Vegas, 2 giugno 1994) è un giocatore di football americano statunitense che milita nel ruolo di offensive tackle per i Baltimore Ravens della National Football League (NFL).

## Carriera universitaria
Stanley al college giocò a Notre Dame dal 2012 al 2015. Nella prima annata giocò come riserva, divenendo titolare a partire dalla successiva. Nel 2015 fu premiato come All-American

## Carriera professionistica
Stanley fu scelto come settimo assoluto nel Draft NFL 2016 dai Baltimore Ravens. Debuttò come professionista partendo come titolare nella gara del primo turno vinta contro i Buffalo Bills. La sua stagione da rookie si concluse con 12 presenze, tutte come titolare. Alla fine della stagione 2019 fu convocato per il suo primo Pro Bowl e inserito nel First-team All-Pro.
Il 30 ottobre 2020 Stanley firmò un'estensione contrattuale quinquennale del valore di 112 milioni di dollari.  Due giorni dopo contro i Pittsburgh Steelers subì un grave infortunio alla gamba che gli fece chiudere la sua stagione.
L'8 marzo 2025 Stanley firmò un rinnovo triennale del valore di 60 milioni di dollari.

## Palmarès
- Convocazioni al Pro Bowl: 1

2019
- First-team All-Pro: 1

2019